# Doko-Uyanga jezik
Doko-Uyanga jezik (ISO 639-3: uya; basanga, dosanga, iko, uyanga), nigersko-kongoanski jezik uže skupine cross river, kojim govori oko 200 ljudi u nekoliko sela u nigerijskoj državi Cross River.
Zajedno s još dva jezika, agoi [ibm] i bakpinka [bbs], obadva iz Nigerije čini upper crossku podskupinu agoi-doko-iyoniyong.

## Vanjske poveznice
- Ethnologue (14th)
- Ethnologue (15th)